# Graziano Pellè
Graziano Pellè (San Cesario di Lecce, provincia de Lecce, Italia, 15 de julio de 1985) es un futbolista Italiano. Actualmente se encuentra sin equipo.

## Trayectoria

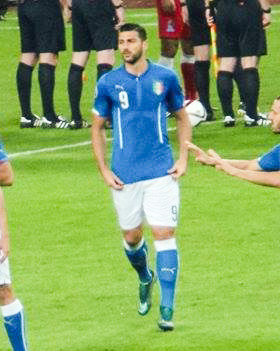
Azerbaiyán-Italia, 10 de septiembre de 2015, Graziano Pellè.

Pellè comenzó su carrera como futbolista en las divisiones menores del U. S. Lecce, ganando dos Campeonatos Primavera y una Copa Italia Primavera. Hizo su debut en Serie A el 11 de enero de 2004 en la derrota 1-2 en casa contra el Bologna, haciendo un total de dos apariciones en la temporada. En enero de 2005, fue cedido al Calcio Catania, en ese momento, jugando en la Serie B, tuvo un gran número de participaciones pero poca fortuna a la hora de anotar.
En el verano de ese mismo año disputó el Mundial Juvenil Sub-20, en el cual anotó cuatro goles y quedaron eliminados en cuartos de final, para la temporada 2005-06 volvió al Lecce para ser cedido, en esta ocasión al F. C. Crotone En la temporada 2006-07 fue nuevamente cedido a un club de segunda categoría, el A. C. Cesena, este fue un gran año para el atacante ya que anotó diez tantos que le sirvieron para ser nominado en la selección italiana, específicamente para la Eurocopa Sub-21 de 2007, en este torneo jugó tres partidos y anotó un gol a Portugal en el quinto partido del torneo.
En julio de 2007 se desvinculó definitivamente del Lecce y optó por firmar un contrato con el A. Z. Alkmaar de los Países Bajos. Terminó su primera temporada con el Alkmaar con sólo 3 goles en 27 partidos (16 como titular). A principios de julio de 2011, el Parma confirmó a través de su página web oficial que Pellè había firmado un contrato por varios años con el equipo. El 31 de enero de 2012 se fue a préstamo a la Sampdoria, que en este momento se encontraba en la segunda división.
Para la temporada 2012-13, siendo propiedad del Parma, regresó a los Países Bajos para unirse al Feyenoord de Róterdam, en calidad de cedido. Anotó 11 goles en sus primeros 10 partidos, incluido uno en el último minuto, y jugando de local, en el empate 2-2 contra su eterno rival, el Ajax de Ámsterdam. El 12 de julio de 2014 fue fichado por el Southampton de Inglaterra.

## Selección nacional
Ha sido internacional con la selección de fútbol de Italia en 20 ocasiones y ha marcado 9 goles. Debutó el 13 de octubre de 2014, en un encuentro ante la selección de Malta que finalizó con marcador de 1-0 a favor de los italianos.

### Participaciones en Copas del Mundo
| Mundial                      | Sede         | Resultado        |
| ---------------------------- | ------------ | ---------------- |
| Copa Mundial Juvenil de 2005 | Países Bajos | Cuartos de final |

### Participaciones en Eurocopas
| Eurocopa                | Sede         | Resultado        |
| ----------------------- | ------------ | ---------------- |
| Eurocopa Sub-21 de 2007 | Países Bajos | Primera fase     |
| Eurocopa 2016           | Francia      | Cuartos de final |

## Clubes
| Club                       | País                | Año                 | Part. | Goles |
| -------------------------- | ------------------- | ------------------- | ----- | ----- |
| U. S. Lecce                | Italia              | 2003-2004           | 2     | 0     |
| Calcio Catania (préstamo)  | Italia              | 2005                | 15    | 0     |
| U. S. Lecce                | Italia              | 2005-2006           | 11    | 0     |
| F. C. Crotone (préstamo)   | Italia              | 2006                | 17    | 5     |
| A. C. Cesena (préstamo)    | Italia              | 2006-2007           | 40    | 11    |
| A. Z. Alkmaar              | Países Bajos        | 2007-2011           | 94    | 16    |
| Parma F. C.                | Italia              | 2011                | 13    | 2     |
| U. C. Sampdoria (préstamo) | Italia              | 2012                | 16    | 4     |
| Parma F. C.                | Italia              | 2012                | 1     | 0     |
| Feyenoord de Róterdam      | Países Bajos        | 2012-2014           | 66    | 55    |
| Southampton F. C.          | Inglaterra          | 2014-2016           | 80    | 30    |
| Shandong Luneng            | China               | 2016-2020           | 93    | 47    |
| Parma Calcio 1913          | Italia              | 2021                | 13    | 1     |
| Total en su carrera        | Total en su carrera | Total en su carrera | 461   | 171   |

## Palmarés

### Campeonatos nacionales
| Título                        | Club            | País         | Año  |
| ----------------------------- | --------------- | ------------ | ---- |
| Eredivisie                    | A. Z. Alkmaar   | Países Bajos | 2009 |
| Supercopa de los Países Bajos | A. Z. Alkmaar   | Países Bajos | 2009 |
| Copa de China                 | Shandong Luneng | China        | 2020 |